# Leptanilla tanit
Leptanilla tanit is een mierensoort uit de onderfamilie van de Leptanillinae. De wetenschappelijke naam van de soort is voor het eerst geldig gepubliceerd in 1907 door Santschi.